# Ludres
Ludres là một xã trong vùng hành chính Lothringen, thuộc tỉnh Meurthe-et-Moselle, quận Nancy, tổng Jarville-la-Malgrange. Tọa độ địa lý của xã là 48° 37' vĩ độ bắc, 06° 10' kinh độ đông. Ludres nằm trên độ cao trung bình là 259 mét trên mực nước biển, có điểm thấp nhất là 237 mét và điểm cao nhất là 420 mét. Xã có diện tích 8,18 km², dân số vào thời điểm 1999 là 6897 người; mật độ dân số là 834 người/km². Ludres nằm khoảng 7 km về phía nam của Nancy.